# 丁功盛
丁功盛（越南语：／，？—1928年2月3日），芒族人，越南阮朝官員。

## 生平
1917年，陞授正六品。1926年，陞一項巡撫銜，對授從二品參知。
1928年2月3日逝世，享壽五十三歲。

## 家庭
- 子丁功輝